# Burg Falkenstein (Obervellach)
Burg Falkenstein (Nederlands: kasteel Falkenstein) is een middeleeuws kasteel in de buurt van Obervellach in Karinthië, Oostenrijk. Het maakt deel uit van het grotere fortcomplex Falkenstein. Het belangrijkste fort van Oberfalkenstein is tegenwoordig een ruïne, terwijl het onderste kasteel Falkenstein, ook wel Niederfalkenstein genoemd, grotendeels bewaard is gebleven.

## Locatie
Het fort werd gebouwd op een rotsachtig voorgebergte op de zuidwestelijke hellingen van de Reisseck-groep in het Hohe Tauern gebergte, met uitzicht op de Möll vallei ten oosten van Obervellach. Niederfalkenstein ligt 843 meter boven zeeniveau.
De Tauernspoorlijn, geopend in 1909, ging aanvankelijk onder de rots door in een 67 meter lange tunnel. Bij de dubbelsporige uitbreiding van 1971 tot 1973 werd de spoortunnel vervangen door een brede boogbrug. Deze brug ligt tussen de locatie van het huidige Burg Falkenstein en de hoger gelegen ruïne Falkenstein. De burchten worden ook wel aangeduid als Oberfalkenstein en Niederfalkenstein. De spoorbrug is met 396 meter, een van de langste bruggen in Oostenrijk.
De ruïnes van Oberfalkenstein bestaan uit een bergfried / donjon met omringende grachten en de fundamenten van een Romaanse palas. Verder is er een kapel gewijd aan Johannes de Doper, welke voor het eerst genoemd werd in 1246. Deze is in 1772 aanzienlijk vergroot in barokstijl en is nog steeds in gebruik.